# زابوروو (استان سلیزیا سفلی)
زابوروو (به لهستانی:  Zaborów) یک روستا در لهستان است که در گمینا شچیناوا واقع شده‌است.